# Anita Pollack
Anita Jean Pollack (Australia, 3 giugno 1946) è una politica australiana naturalizzata britannica.
Si è trasferita nel 1969 a Londra e si è unita al Partito Laburista nel 1970. Per molti anni è stata membro eletto del Consiglio regionale di Londra. È diventata europarlamentare dal 1989 al 1999. È stata membro della commissione per i diritti della donna nel 1997, membro della commissione per l'ambiente e la sanità pubblica e la protezione dei consumatori.